# Katharine Read
Katharine Read, född 1723, död 1778, var en skotsk konstnär (målare). Hon målade främst porträtt i samtidens moderna pastellstil. Hon har kallats Skottlands första utbildade kvinnliga konstnär.